# たまや
株式会社たまやは、神奈川県茅ヶ崎市に本社を置き、スーパーマーケット「たまや」を運営する企業。1912年（大正元年）創業。2012年で創業100周年を迎えた老舗企業である。
創業地であり本社のある茅ヶ崎市をはじめ、横浜市・平塚市に出店し、神奈川県内に10店舗を持つ。シジシージャパンに加盟している。

## 沿革
出典
- 1912年 - 創業者の原秀吉が、茅ヶ崎町南湖で飴玉の製造卸販売を開業。
- 1928年 - 屋号を「玉屋商店」と命名。
- 1952年9月 - 株式会社玉屋商店を設立（資本金60万円）、創業者の原秀吉が初代社長に就任。
- 1965年7月 - 原稔が代表取締役社長に就任。
- 1967年9月 - 株式会社スーパーマーケットたまやへ商号変更。
- 1975年6月 - 資本金を1,600万円に増資。
- 1977年10月 - シジシージャパングループに加盟。
- 1979年5月 - 資本金を3,200万円に増資。
- 1985年12月 - 資本金を8,000万円に増資。
- 1987年12月 - 資本金を9,800万円に増資。
- 1989年
  - 5月 - 本社新社屋が完成。
  - 8月 - 株式会社たまやへ商号変更。原正道が代表取締役社長に就任。
- 2002年12月 - 資本金を1億5,000万円に増資。
- 2012年
  - 創業100周年を迎える。
  - 11月 - 原浩仁が代表取締役社長に就任。
- 2017年1月31日 - 新店舗への移転のため浜見平店を閉店。